# 廣儲司
广储司，是清朝内务府下设的七个司之一，为内务府中管理库藏以及出纳的总机构。

## 历史
清朝康熙十六年（1677年）奏改御用监为广储司。广储司是内务府中管理库藏以及出纳的总机构。
《清代内务府》载，“广储司执掌：掌管六库事务，验收会计司、庄头处、掌仪司等处庄、园钱粮地租、验收牲乌拉处所进东珠、八参、貂皮及各园、各少数民族、各地贡物，支发六库之物及工程银两，供用皇帝及宫内礼服、四季衣服、金银珠宝、绸缎、器皿等物，验收江宁、苏州、杭州等处织造运京绸缎、备办皇子、公主婚嫁仪物，支放官员养廉银两，承造宫内中所需器皿，贮存、安设宫中各种灯只，管理南薰殿历代帝后圣贤名臣像，收存宫内交出金玉册宝、印章及内务府印章、题本奏等等。”
广储司下设六库、七作、二房：
- 六库：银库、皮库、瓷库、缎库、衣库、茶库。
- 七作：银作、铜作、染作、衣作、绣作、花作、皮作。
- 二房：帽房、针线房。[1]

## 建筑
《钦定日下旧闻考》载，广储司的旧署设在紫禁城西华门内白虎殿东配房，雍正八年迁至尚衣监北、筒子路西，后来多次迁移，乾隆年间迁至神武门内路西的酒醋房南墙，门内有前后三重，廨舍有十七间。除了广储司设在紫禁城内以外，内务府的其他六个司均设在紫禁城西华门外。